# Passiflora ferruginea
Passiflora ferruginea är en passionsblomsväxtart som beskrevs av Maxwell Tylden Masters. Passiflora ferruginea ingår i släktet passionsblommor, och familjen passionsblomsväxter. Inga underarter finns listade i Catalogue of Life.